# Amaury Pierron
Amaury Pierron (* 4. März 1996 in Brioude) ist ein französischer Mountainbiker, der sich auf die Disziplin Downhill spezialisiert hat.

## Sportlicher Werdegang
Im Jahr 2014 startete Pierron erstmals im UCI-Mountainbike-Weltcup bei zwei Rennen im Downhill der Junioren, eines der Rennen gewann er, beim anderen belegte er den dritten Platz. An diese Ergebnisse konnte er in der Elite zunächst nicht anknüpfen. Erst im Jahr 2018 schaffte er den Durchbruch: er gewann sein erstes Weltcup-Rennen in Fort William, es folgten zwei weitere Siege und der Gewinn der Gesamtwertung des Downhill-Weltcups.
Im Jahr 2019 verpasste die Wiederholung des Sieges in der Weltcup-Gesamtwertung erst knapp im letzten Rennen. Dafür gewann er bei den UCI-Mountainbike-Weltmeisterschaften in Mont Sainte-Anne mit Bronze seine erste Medaille bei internationalen Titelkämpfen. Nach einer Verletzung bei den französischen Meisterschaften im August 2020 musste er den Rest der Saison 2020 komplett aussetzen. Nachdem er auch 2021 ohne Sieg geblieben war, gewann er in die Weltcup-Saison 2022 vier der neun Rennen und sicherte sich damit auch den Gewinn der Weltcup-Gesamtwertung. Zudem gewann er bei den Mountainbike-Weltmeisterschaften 2022 die Silbermedaille hinter seinem Landsmann Loïc Bruni.
2023 fiel Pierron nach einem Halswirbelbruch im Training für das erste Weltcup-Rennen der Saison in Lenzerheide für den Rest der Saison komplett aus.

## Familie
Sein älterer Bruder Baptiste Pierron und sein jüngerer Bruder Antoine Pierron sind ebenfalls professionelle Mountainbiker, die inzwischen beide auch im Downhill-Weltcup an den Start gehen.

## Erfolge
2014
- ein Weltcup-Erfolg (Junioren) – Downhill

2018
- drei Weltcup-Erfolge – Downhill
- Gesamtwertung UCI-MTB-Weltcup – Downhill

2019
- Weltmeisterschaften – Downhill
- drei Weltcup-Erfolge – Downhill

2022
- vier Weltcup-Erfolge – Downhill
- Gesamtwertung UCI-MTB-Weltcup – Downhill
- Weltmeisterschaften – Downhill